# 网络诈骗

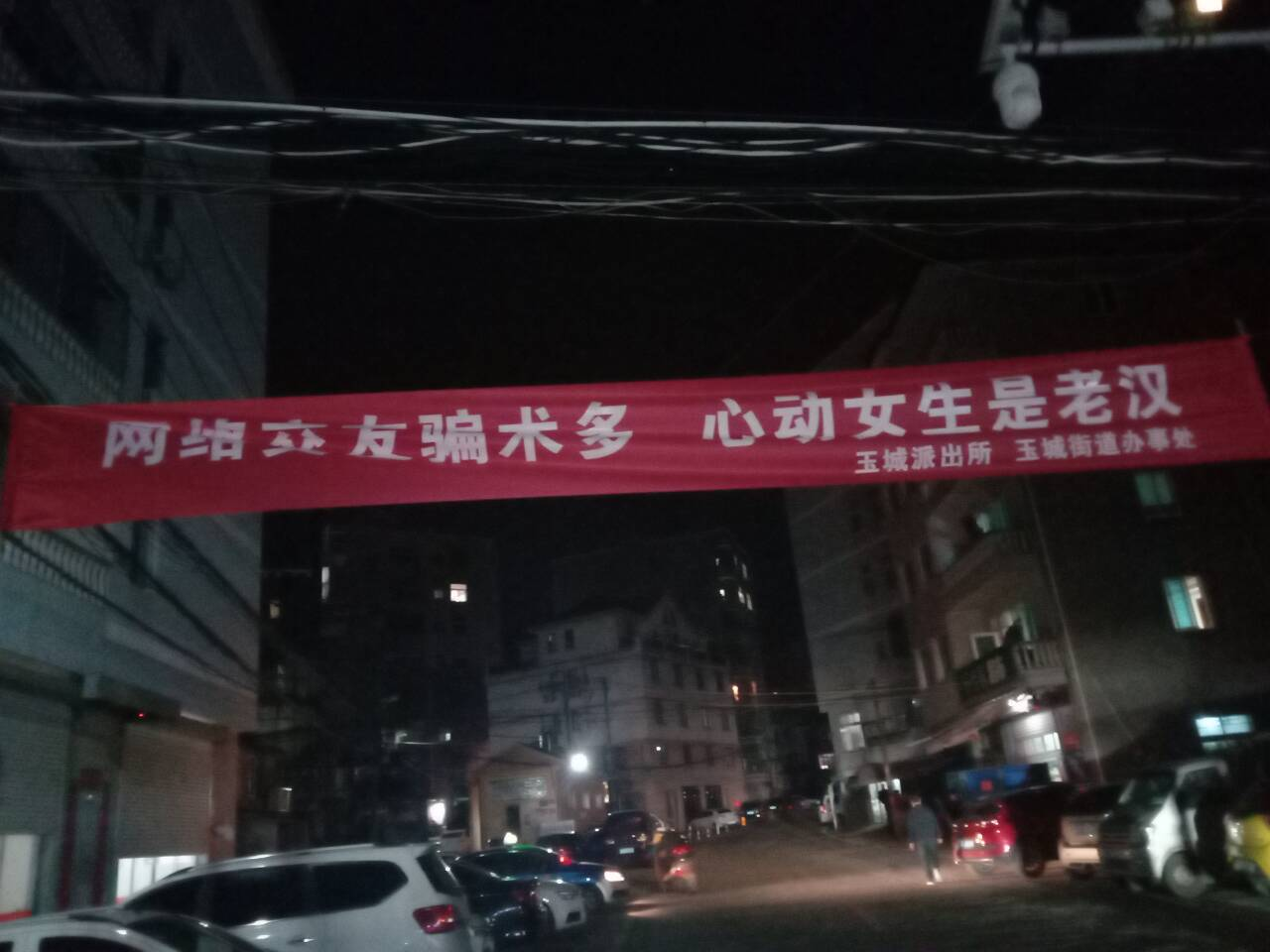
为打击网络诈骗，中国浙江省某地政府和派出所打出“网络交友骗术多 心动女生是老汉”的横幅

网络诈骗（又称在线诈骗等，英文：Internet fraud）是指利用有网络连接的互联网服务或者软件，对受害者进行诈骗或其他利用的行为，例如可能导致身份盗窃的个人信息窃取行为。
互联网服务也可被用作向潜在的受害者进行宣传的行为，进行虚假的交易，或者是向金融机构等与该盗窃行为有关的第三方传递虚假信息。研究显示，网络诈骗可通过社交工程与社会影响力的渠道发生。网络诈骗可发生在聊天室、社交媒体、手机App、电子邮件、留言板、网站等地方。

## 社會案例

### 台灣
2025年4月，媒體報導指出，詐騙集團不斷翻新手法，甚至利用知名公益機構名稱進行吸金詐騙。一名退休軍官在臉書看到理財廣告後加入LINE群組，被騙約500萬元。他為蒐集證據改名重返群組觀察，發現詐團藉由偽造「永齡資本」名義製作企劃書與存款憑證，聲稱與知名企業合作，利用假名人背書誘導群眾投入資金。
永齡基金會事後證實該計畫為假，並未授權任何LINE群組操作投資，呼籲民眾切勿輕信。警方表示此類詐騙手法為假投資詐騙，常以高報酬零風險包裝，結合偽冒名人、股市資訊與「群組內應吹捧」策略，營造賺錢假象吸金。依據165打詐儀表板資料，「假投資」詐騙於2025年仍為詐欺財損最高類型，佔比近五成，位居七大常見詐騙手法之首。
警方提醒，凡投資應透過政府認可管道，切勿私下下載可疑APP或參與來路不明群組，否則可能落入以「假財經顧問」、「操盤手」為名義的詐團陷阱中。根據刑法第339條，意圖以詐術取得財物可處五年以下徒刑及罰金。

## 相關
- 桃色敲詐
- 杀猪盘
- 杀鸟盘
- 杀鱼盘[6]
- 电信诈骗
- 詐騙園區
- 東南亞跨國人口販賣
- 缅甸电信网络诈骗
- 詐騙即服務